# سونا سلن
سونا سلن (انگلیسی: Suna Selen؛ زادهٔ ۱ ژوئیهٔ ۱۹۳۹) بازیگر اهل ترکیه است. وی از سال ۱۹۶۰ میلادی تاکنون مشغول فعالیت بوده‌است.